# Les Montets
Les Montets ist eine politische Gemeinde im Distrikt Broye des Kantons Freiburg in der Schweiz. Sie ist am 1. Januar 2004 durch den Zusammenschluss der bisher selbstständigen Gemeinden Aumont, Frasses, Granges-de-Vesin und Montet (Broye) gegründet worden.

## Geographie
Les Montets liegt rund 4 km südlich des Bezirkshauptortes Estavayer-le-Lac (Luftlinie). Die Gemeinde erstreckt sich am Südwestrand der Broyeebene und im angrenzenden Molassehügelland, im nordwestlichen Freiburger Mittelland.
Die Fläche des 10,4 km² grossen Gemeindegebiets umfasst einen Abschnitt des Molassehügellandes zwischen dem Neuenburgersee und dem Broyetal. Das Gebiet erstreckt sich vom Plateau bei Estavayer südwärts über die breite Talmulde des Baches Arignon und über die Anhöhe von Montet in das Tal der Petite Glâne. Dieses Tal wird im Nordwesten von der Höhe La Lovataire, im Südosten von den Höhen von Aumont begrenzt. In einem schmalen Zipfel reicht der Gemeindeboden weiter nach Süden über den Waldhügel Bois d'Aumont (mit 725 m ü. M. der höchste Punkt von Les Montets) bis an den Ruisseau du Moulin (Dorfbach von Ménières) und in den Wald von Verdière. Von der Gemeindefläche entfielen 1997 8 % auf Siedlungen, 29 % auf Wald und Gehölze, 62 % auf Landwirtschaft, und etwas weniger als 1 % war unproduktives Land.
Les Montets besteht aus den Dörfern Montet (Broye) (490 m ü. M.) nördlich der Petite Glâne, Frasses (482 m ü. M.) in der Mulde des Arignon, Granges-de-Vesin (515 m ü. M.) im Tal der Petite Glâne und Aumont (594 m ü. M.) auf der Höhe zwischen dem Tal der Petite Glâne und dem Aumont. Daneben gehören einige Einzelhöfe zur Gemeinde. Nachbargemeinden von Les Montets sind Estavayer, Sévaz, Cugy, Ménières, Nuvilly, Murist und Lully im Kanton Freiburg sowie Valbroye im Kanton Waadt.

## Bevölkerung
Mit 1614 Einwohnern (Stand 31. Dezember 2023) gehört Les Montets zu den mittelgrossen Gemeinden des Kantons Freiburg. Von den Bewohnern sind 84,1 % französischsprachig, 6,2 % deutschsprachig, und 3,1 % sprechen Portugiesisch (Stand 2000). Die Bevölkerungszahl von Les Montets belief sich 1900 auf 1162 Einwohner. Im Verlauf des 20. Jahrhunderts nahm die Bevölkerungszahl bis 1980 um rund 30 % auf 798 Einwohner ab. Erst seither wurde wieder ein deutliches Bevölkerungswachstum verzeichnet.

## Wirtschaft
Les Montets war bis in die zweite Hälfte des 20. Jahrhunderts eine vorwiegend durch die Landwirtschaft geprägte Gemeinde. Früher wurden entlang der Petite Glâne Mühlen betrieben. Noch heute haben der Ackerbau, der Obstbau und die Viehzucht einen wichtigen Stellenwert in der Erwerbsstruktur der Bevölkerung. Weitere Arbeitsplätze sind im lokalen Kleingewerbe und im Dienstleistungssektor vorhanden. In Montet (Broye) haben sich mehrere Unternehmen, darunter eine Möbelfabrik und ein Betrieb des Metallbaus, niedergelassen. Bei Granges-de-Vesin wird eine Kiesgrube ausgebeutet. In den letzten Jahrzehnten hat sich die Gemeinde auch zu einer Wohngemeinde entwickelt. Viele Erwerbstätige sind deshalb Wegpendler, die hauptsächlich in den Regionen Estavayer-le-Lac und Payerne arbeiten.

## Verkehr
Die Gemeinde ist verkehrsmässig recht gut erschlossen. Montet (Broye) und Frasses liegen an der alten Hauptstrasse von Payerne nach Estavayer-le-Lac. Der nächste Anschluss an die Autobahn A1 (Lausanne-Bern), die im Jahr 2001 eröffnet wurde und das nördliche Gemeindegebiet durchquert, befindet sich rund 2 km von Montet (Broye) entfernt. Durch die Buslinie der Transports publics fribourgeois (TPF), die von Estavayer-le-Lac aus in einem Rundkurs das Hinterland bedienen, sind sämtliche Ortschaften von Les Montets an das Netz des öffentlichen Verkehrs angebunden.

## Geschichte
Das Gemeindegebiet von Les Montets war schon sehr früh besiedelt. Bei Frasses wurden Siedlungsspuren aus der Bronzezeit, der Eisenzeit und der Römerzeit entdeckt. Gräber aus der La-Tène-Zeit wurden bei Frasses und bei Aumont gefunden.
Seit dem Mittelalter unterstanden sämtliche Ortschaften von Les Montets der Herrschaft Estavayer. Nachdem Bern 1536 das Waadtland erobert hatte, kamen die Dörfer unter die Herrschaft von Freiburg und wurden der Vogtei Estavayer zugeteilt. Nach dem Zusammenbruch des Ancien Régime (1798) gehörten die Dörfer von Les Montets während der Helvetik und der darauffolgenden Zeit zum Bezirk Estavayer, bevor sie 1848 in den Bezirk Broye eingegliedert wurden.
Im Rahmen der seit 2000 vom Kanton Freiburg geförderten Gemeindefusionen sprachen sich die Bewohner von Montet (Broye), Frasses, Granges-de-Vesin und Aumont für eine Fusion aus. Mit Wirkung auf den 1. Januar 2004 entstand deshalb die neue Gemeinde Les Montets.